# 167P/CINEOS
167P/CINEOS (167P/CINEOS) — короткопериодическая комета из семейства Хирона, которая была открыта 10 августа 2004 года в рамках программы CINEOS. Обладает довольно длинным периодом обращения вокруг Солнца — всего чуть менее 65 лет. 

Орбита кометы NEAT и её положение в Солнечной системе